# Hoa hậu Siêu quốc gia 2012
Hoa hậu Siêu quốc gia 2012 là cuộc thi Hoa hậu Siêu quốc gia được tổ chức lần thứ tư. Được tổ chức vào ngày 14 tháng 9 năm 2012 tại Warsawa, Ba Lan, với tổng số 53 thí sinh tham gia và chiến thắng thuộc về Ekaterina Buraya đến từ Belarus, được trao vương miệng lại từ Hoa hậu Siêu quốc gia 2011, Monika Lewczuk từ Ba Lan.

## Kết quả

### Thứ hạng
| Kết quả                    | Thí sinh |
| -------------------------- | --- |
| Hoa hậu Siêu quốc gia 2012 | - Belarus – Ekaterina Buraya |

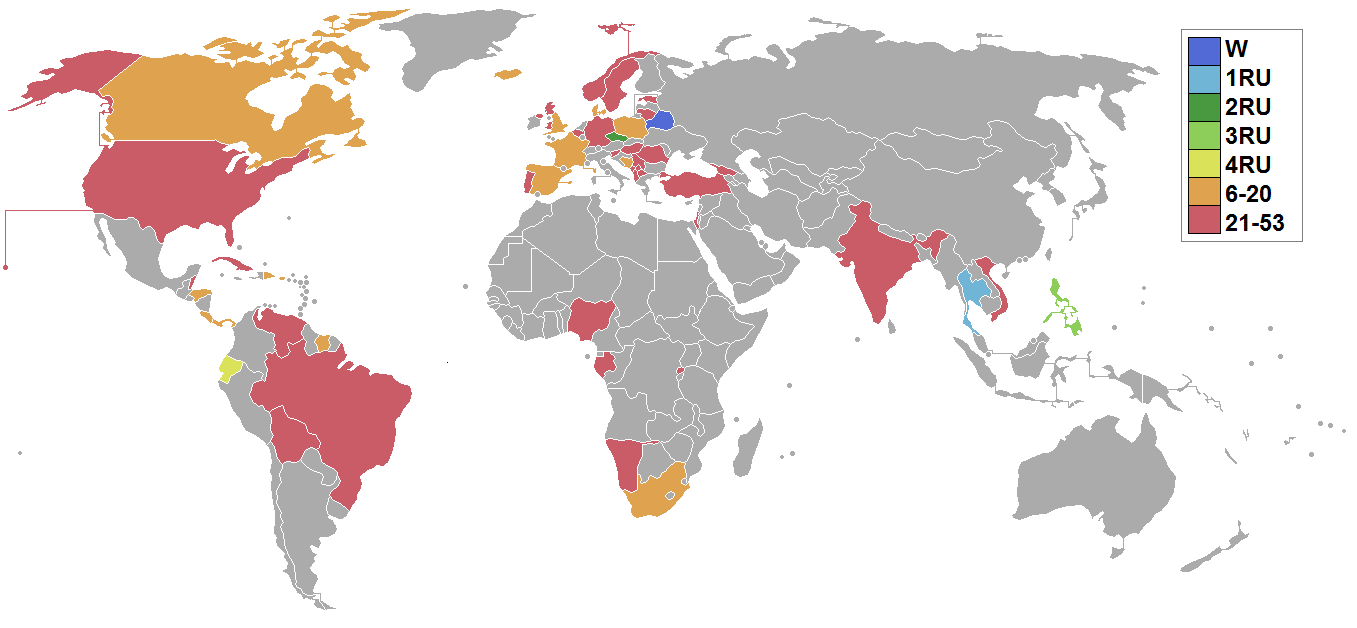
Bản đồ thể hiện thứ hạng của các thí sinh đị diện cho các quốc gia/lãnh thổ.

| Á hậu 1                    | - Thái Lan – Nanthawan Wannachutha § |
| Á hậu 2                    | - Cộng hòa Séc – Michaela Viktorie Dihlova |
| Á hậu 3                    | - Philippines – Elaine Kay Tancio Moll |
| Á hậu 4                    | - Ecuador – Zulay Alexandra Castillo Velasco |
| Top 10                     | - Đan Mạch – Julia Prokopenko - Iceland – Sigrún Eva Ármannsdóttir - Panama – Elissa Estrada Cortez - Puerto Rico – Gabriela Berríos Pagán - Suriname – Periskia Maria Andrea Laing |
| Top 20                     | - Bosnia và Herzegovina – Ema Golijanin - Canada – Katie Starke - Costa Rica – Karina Ramos Leitón - Cộng hòa Dominica – Chantel Martínez de la Cruz - Anh – Rachael Howard - Pháp – Solène Froment - Honduras – Natalya Coto Hernández - Ba Lan – Agnieszka Karasiewicz - Nam Phi – Michelle Ann Gildenhuys - Tây Ban Nha – Nieves Sánchez Rodríguez |

### Thứ tự công bố
| 1. Thái Lan 2. Tây Ban Nha 3. Puerto Rico 4. Nam Phi 5. Anh 6. Honduras 7. Đan Mạch 8. Cộng hòa Dominica 9. Canada 10. Panama 11. Ba Lan 12. Costa Rica 13. Bosnia và Herzegovina 14. Iceland 15. Pháp 16. Ecuador 17. Philippines 18. Cộng hòa Séc 19. Suriname 20. Belarus |

### Hoa hậu châu lục
| Danh hiệu                       | Thí sinh                            |
| ------------------------------- | ----------------------------------- |
| Hoa hậu châu Phi                | - Nam Phi – Michelle Ann Gildenhuys |
| Hoa hậu châu Mỹ                 | - Panama – Elissa Estrada Cortez    |
| Hoa hậu châu Á - châu Đại dương | - Việt Nam – Lại Hương Thảo         |
| Hoa hậu châu Âu                 | - Đan Mạch – Julia Prokopenko       |

## Các giải thưởng đặc biệt
| Giải thưởng           | Thí sinh                                     |
| --------------------- | -------------------------------------------- |
| Best National Costume | - Cuba – Damaris Yamila Aguiar Gómez         |
| Best Body             | - Ecuador – Zulay Alexandra Castillo Velasco |
| Best Talent           | - Đan Mạch – Julia Prokopenko                |
| Top Model             | - Canada – Katie Starke                      |
| Miss Photogenic       | - Cộng hòa Séc – Michaela Viktorie Dihlova   |
| Miss Elegance         | - Bồ Đào Nha – Carmen Fernandes              |
| Miss Friendship       | - Namibia – Ester Ndapewoshali Shatipamba    |
| Miss Personality      | - Rwanda – Sabrina Kubwimana                 |
| Miss Internet         | - Thái Lan – Nanthawan Wannachutha §         |
| Miss St. George       | - Việt Nam – Lại Hương Thảo                  |

§: Thí sinh có số bình chọn cao nhất từ các khán giả sẽ được vào thẳng Top 10.

## Thí sinh
Cuộc thi năm nay có tổng cộng 53 thí sinh tham gia:
| Quốc gia/Vùng lãnh thổ | Thí sinh                         | Tuổi | Quê quán         |
| ---------------------- | -------------------------------- | ---- | ---------------- |
| Albania                | Elidjona Rusi                    | 17   | Tirana           |
| Belarus                | Ekaterina Buraya                 | 23   | Minsk            |
| Bỉ                     | Emmily Polen                     | 23   | Bruxelles        |
| Belize                 | Thessalonia Bernadette Logan     | 19   | Ciudad de Belice |
| Bolivia                | Adriana Rivera Benítez           | 20   | Tarija           |
| Bosnia và Herzegovina  | Ema Golijanin                    | 20   | Sarajevo         |
| Brazil                 | Mariane Silvestre Vicente        | 20   | Araraquara       |
| Canada                 | Katie Starke                     | 22   | Toronto          |
| Costa Rica             | Karina Ramos Leitón              | 19   | San José         |
| Cuba                   | Damaris Yamila Aguiar Gómez      | 26   | La Habana        |
| Cộng hòa Séc           | Michaela Viktorie Dihlová        | 21   | Kozmice          |
| Đan Mạch               | Julia Prokopenko                 | 19   | Copenhague       |
| Cộng hòa Dominica      | Chantel Martínez de la Cruz      | 18   | New York         |
| Ecuador                | Alexandra Zulay Castillo Velasco | 21   | San Lorenzo      |
| Anh                    | Rachael Howard                   | 26   | Birmingham       |
| Estonia                | Maarja Tõnisson                  | 22   | Tallinn          |
| Pháp                   | Solene Froment                   | 20   | Aix-en-Provence  |
| Gabon                  | Victoire Isla Okayi Koumba       | 20   | Libreville       |
| Georgia                | Sopia Venetikian                 | 19   | Tiflis           |
| Đức                    | Stephanie Alice Ziolko           | 21   | München          |
| Honduras               | Natalia Coto Hernández           | 24   | Tegucigalpa      |
| Hungary                | Annamária Rákosi                 | 21   | Budapest         |
| Iceland                | Sigrún Eva Ármannsdóttir         | 25   | Akranes          |
| Ấn Độ                  | Gunjan Saini                     | 23   | Delhi            |
| Israel                 | Nela Goldberg                    | 25   | Jerusalén        |
| Kosovo                 | Arselajda Buraku                 | 18   | Pristina         |
| Lithuania              | Nora Sudaryte                    | 21   | Wilno            |
| Macedonia              | Milena Padovska                  | 19   | Skopje           |
| Montenegro             | Kristina Grbovic                 | 20   | Podgorica        |
| Namibia                | Ester Ndapewoshali Shatipamba    | 24   | Windhoek         |
| Nigeria                | Usuemhegbe Ugonoh                | 18   | Abuja            |
| Bắc Ireland            | Julie Montague                   | 22   | Belfast          |
| Na Uy                  | Marie Bogucka Selvik             | 23   | Oslo             |
| Panama                 | Elissa Estrada Cortez            | 21   | Arraiján         |
| Philippines            | Elaine Kay Tancio Moll           | 20   | Camarines Sur    |
| Ba Lan                 | Agnieszka Karasiewicz            | 17   | Warszawa         |
| Bồ Đào Nha             | Carmen Fernandes                 | 25   | Lisboa           |
| Puerto Rico            | Gabriela Berríos Pagán           | 21   | Toa Alta         |
| Romania                | Madalina Horlescu                | 21   | Budapest         |
| Rwanda                 | Sabrina Simbi Kubwimana          | 24   | Kigali           |
| Scotland               | Sunita Pall                      | 23   | Liverpool        |
| Serbia                 | Isidora Stancic                  | 24   | Beograd          |
| Slovenia               | Lea Kern                         | 19   | Ljubljana        |
| Nam Phi                | Michelle Giden Huys              | 24   | Cape Town        |
| Tây Ban Nha            | Nieves Sánchez Rodríguez         | 21   | Barcelona        |
| Suriname               | Periskia Maria Andrea Laing      | 20   | Paramaribo       |
| Thụy Điển              | Sandra Yvonne Larsson            | 20   | Munkfors         |
| Thái Lan               | Nanthawan Wannachutha            | 26   | Bangkok          |
| Thổ Nhĩ Kỳ             | Ozlem Katipoglu                  | 19   | Istanbul         |
| Hoa Kỳ                 | Yamile Mufdi                     | 26   | Miami            |
| Venezuela              | Diamilex Lucía Alexander         | 26   | Barquisimeto     |
| Việt Nam               | Lại Hương Thảo                   | 21   | Hải Phòng        |
| Wales                  | Sophie Jayne Hall                | 21   | Cardiff          |

## Chú ý

### Lần đầu tham gia
- Belize
- Bosnia và Herzegovina
- Cuba
- Gabon
- Montenegro
- Na Uy

### Trở lại
- Lần cuối tham gia vào năm 2010:
  -  Đức
  -  Scotland
  -  Tây Ban Nha

### Bỏ cuộc

#### Trước cuộc thi
| - Bahamas - Bonaire - Bulgaria - Croatia - Curaçao - Ai Cập - El Salvador - Ethiopia - Phần Lan - Polynesia thuộc Pháp - Hy Lạp - Hồng Kông | - Latvia - Liban - Moldova - Hà Lan - New Zealand - Peru - Nga - Singapore - Togo - Quần đảo Virgin thuộc Mỹ - Zimbabwe |

#### Trong thời gian diễn ra cuộc thi
- Argentina – Natalia Ostrofsky
- Cameroon – Johanna Lois Medjo Akamba
- Trung Quốc – Jin Guo
- Colombia – Diana Lemus
- Slovakia – Barbora Klapacova
- Ukraine – Olexandra Daschenko

## Dự thi quốc tế
(Lưu ý: bảng sau đây chỉ mang tính tham khảo, không hoàn toàn đầy đủ, bạn có thể giúp bằng cách phát triển nó, lưu ý trước khi tham khảo)
| Cuộc thi (Việt ngữ)                                            | Thí sinh                                                    |
| -------------------------------------------------------------- | ----------------------------------------------------------- |
| Miss Atlantic 2011 (Hoa hậu Đại Tây Dương 2011)                | Nam Phi - Michelle Ann Gildenhuys · (Đăng quang)            |
| Miss Earth 2011 (Hoa hậu Trái Đất 2011)                        | Bosnia và Herzegovina - Ema Golijanin                       |
| Miss Friendship 2010                                           | Bỉ - Emmely Polen · (Top 15)                                |
| Miss Global Beauty Queen 2011 (Nữ hoàng Sắc đẹp Toàn cầu 2011) | Cộng hòa Séc - Michaela Viktorie Dihlova                    |
| Miss Globe 2011 (Hoa hậu Toàn cầu 2011)                        | Đức - Stephanie Ziolko · (Hoa hậu)                          |
| Miss Grand International 2013 (Hoa hậu Hòa bình Quốc tế 2013)  | Cộng hòa Dominica - Chantel Martínez de la Cruz · (Á hậu 1) |
| Miss International 2010 (Hoa hậu Quốc tế 2010)                 | Canada - Katie Starke                                       |
| Miss Italia nel Mundo 2009                                     | Venezuela - Diamilex Lucía Alexander Gonzáles · (Top 15)    |
| Miss Model of the World 2009                                   | Bỉ - Emmely Polen                                           |
| Miss Model of the World 2011                                   | Cộng hòa Séc - Michaela Viktorie Dihlova · (Top 5)          |
| Miss University 2011                                           | Bỉ - Emmely Polen                                           |
| Miss World 2011 (Hoa hậu Thế giới 2011)                        | Iceland - Sigrún Eva Ármannsdóttir                          |
| Top Model of the World 2013                                    | Tây Ban Nha - Nieves Sánchez Rodríguez                      |
| World Super Model Contest 2010                                 | Thái Lan - Nanthawan Wannachutha · (Á hậu 2)                |
| Miss World 2013 (Hoa hậu Thế giới 2013)                        | Việt Nam - Lại Hương Thảo                                   |